# Stenus incortus
Stenus incortus är en skalbaggsart som beskrevs av Thomas Casey. Stenus incortus ingår i släktet Stenus och familjen kortvingar. Inga underarter finns listade i Catalogue of Life.